# Віреон колумбійський
Віреон колумбійський (Cyclarhis nigrirostris) — вид горобцеподібних птахів родини віреонових (Vireonidae).

## Поширення
Вид поширений в кронах і узліссях вологих лісів на схилах Анд в Колумбії та на півночі Еквадору, на висоті від 1200 до 2300 м над рівнем моря.

## Опис
Його довжина в середньому становить 15 см. Оперення верхньої частини переважно оливково-зелене. Він має рудий коричневий лоб і надбрівні смуги. Горло і груди сірі з жовтою нагрудною смужкою, а черево у нього сірувато або білясте. Ноги блакитно-сірі, а дзьоб чорний, іноді з рожевими плямами біля основи.

## Підвиди
Вид включає два підвиди:
- Cyclarhis nigrirostris nigrirostris Lafresnaye, 1842
- Cyclarhis nigrirostris atrirostris P.L. Sclater, 1887